# Clatskanie
Clatskanie es una ciudad ubicada en el condado de Columbia en el estado estadounidense de Oregón. En el año 2000 tenía una población de 1.528 habitantes y una densidad poblacional de 491.6 personas por km².

## Geografía
Clatskanie se encuentra ubicada en las coordenadas 46°6′11″N 123°12′13″O / 46.10306, -123.20361.

## Demografía
Según la Oficina del Censo en 2000 los ingresos medios por hogar en la localidad eran de $35,833, y los ingresos medios por familia eran $48,056. Los hombres tenían unos ingresos medios de $41,550 frente a los $24,286 para las mujeres. La renta per cápita para la localidad era de $16,717. Alrededor del 11.5% de la población estaban por debajo del umbral de pobreza.